# Associazione Sportiva Sora 1992-1993
Questa voce raccoglie le informazioni riguardanti l'Associazione Sportiva Sora nelle competizioni ufficiali della stagione 1992-1993.

## Rosa
| N. |                   | Ruolo | Calciatore            |
| -- | ----------------- | ----- | --------------------- |
|    | Italia (bandiera) | C     | Ernesto Fuggi         |
|    | Italia (bandiera) | C     | Vincenzo Bencivenga   |
|    | Italia (bandiera) | A     | Rocco Capasso         |
|    | Italia (bandiera) | A     | Luigi Castellone      |
|    | Italia (bandiera) | D     | Emilio Coraggio       |
|    | Italia (bandiera) | P     | Domenico Costantini   |
|    | Italia (bandiera) | A     | Maurizio D'Antimi     |
|    | Italia (bandiera) | C     | Giuliano Giannichedda |
|    | Italia (bandiera) | D     | David Guidi           |
|    | Italia (bandiera) | D     | Michele Ianniccola    |
|    | Italia (bandiera) | C     | Fabrizio Lancioni     |

| N. |                   | Ruolo | Calciatore          |
| -- | ----------------- | ----- | ------------------- |
|    | Italia (bandiera) | D     | Gianpaolo Loffreda  |
|    | Italia (bandiera) | A     | Pasquale Luiso      |
|    | Italia (bandiera) | D     | Pasquale Marrazzo   |
|    | Italia (bandiera) | P     | Riccardo Napolitano |
|    | Italia (bandiera) | C     | Gianpaolo Parravano |
|    | Italia (bandiera) | D     | Antonio Pecoraro    |
|    | Italia (bandiera) | C     | Maurizio Promutico  |
|    | Italia (bandiera) | C     | David Ronchetti     |
|    | Italia (bandiera) | D     | Piero Rotondi       |
|    | Italia (bandiera) | D     | Corrado Urbano      |
|    | Italia (bandiera) | C     | Andrea Longi        |

## Risultati

### Campionato

#### Girone di andata
| 13 settembre 1992 1ª giornata | Atletico Leonzio | 1 – 1 | Sora |  |

| 20 settembre 1992 2ª giornata | Sora | 0 – 0 | Akragas |  |

| 27 settembre 1992 3ª giornata | Matera | 2 – 0 | Sora |  |

| 4 ottobre 1992 4ª giornata | Sora | 1 – 0 | Sangiuseppese |  |

| 11 ottobre 1992 5ª giornata | Sora | 1 – 1 | Turris |  |

| 18 ottobre 1992 6ª giornata | Licata | 0 – 0 | Sora |  |

| 25 ottobre 1992 7ª giornata | Sora | 4 – 4 | Vigor Lamezia |  |

| 1º novembre 1992 8ª giornata | Altamura | 1 – 6 | Sora |  |

| 8 novembre 1992 9ª giornata | Sora | 2 – 0 | Trani |  |

| 22 novembre 1992 10ª giornata | Catanzaro | 1 – 1 | Sora |  |

| 29 novembre 1992 11ª giornata | Sora | 0 – 0 | Juventus Stabia |  |

| 6 dicembre 1992 12ª giornata | Monopoli | 0 – 0 | Sora |  |

| 13 dicembre 1992 13ª giornata | Sora | 0 – 0 | Astrea |  |

| 20 dicembre 1992 14ª giornata | Bisceglie | 3 – 1 | Sora |  |

| 27 dicembre 1992 15ª giornata | Sora | 2 – 1 | Molfetta |  |

| 24 gennaio 1992 16ª giornata | Formia | 1 – 0 | Sora |  |

| 31 gennaio 1993 17ª giornata | Sora | 0 – 0 | Savoia |  |

#### Girone di ritorno
| 7 febbraio 1993 18ª giornata | Sora | 1 – 0 | Atletico Leonzio |  |

| 14 febbraio 1993 19ª giornata | Akragas | 1 – 0 | Sora |  |

| 21 febbraio 1993 20ª giornata | Sora | 1 – 1 | Matera |  |

| 7 marzo 1993 21ª giornata | Sangiuseppese | 2 – 1 | Sora |  |

| 14 marzo 1993 22ª giornata | Turris | 1 – 0 | Sora |  |

| 21 marzo 1993 23ª giornata | Sora | 2 – 0 | Licata |  |

| 28 marzo 1993 24ª giornata | Vigor Lamezia | 0 – 0 | Sora |  |

| 4 aprile 1993 25ª giornata | Sora | 1 – 2 | Altamura |  |

| 18 aprile 1993 26ª giornata | Trani | 2 – 1 | Sora |  |

| 25 aprile 1993 27ª giornata | Sora | 0 – 0 | Catanzaro |  |

| 2 maggio 1993 28ª giornata | Juventus Stabia | 2 – 0 | Sora |  |

| 9 maggio 1993 29ª giornata | Sora | 3 – 0 | Monopoli |  |

| 16 maggio 1993 30ª giornata | Astrea | 0 – 2 | Sora |  |

| 23 maggio 1993 31ª giornata | Sora | 0 – 0 | Bisceglie |  |

| 30 maggio 1993 32ª giornata | Molfetta | 0 – 0 | Sora |  |

| 6 giugno 1993 33ª giornata | Sora | 4 – 1 | Formia |  |

| 13 giugno 1993 34ª giornata | Savoia | 1 – 0 | Sora |  |

### Coppa Italia Serie C
| Arbitro: | Daniele Tombolini (Ancona) |

|                           |           |                                         |
| Massimo Borrelli 73’, 75’ | Marcatori | 28’ Pasquale Luiso 85’ Luigi Castellone |

| Sora 16 settembre 1992 2º turno - ritorno               | Sora      | 1 – 0 | Nola | Stadio Claudio Tomei (1.500 spett.) |
| \| \| \| \| \| Fabrizio Lancioni 13’ \| Marcatori \| \| |           |       |      |                                     |
|                                                         |           |       |      |                                     |
| Fabrizio Lancioni 13’                                   | Marcatori |       |      |                                     |